# Шпионица Центар
Шпионица Центар је насељено мјесто у граду Сребренику, Босна и Херцеговина.

## Историја
Шпионица Центар је настало 1981. године издвајањем из насеља Шпионица Горња.

## Становништво
|                      | 2013.        | 1991.        |
| Укупно               | 647 (100,0%) | 589 (100,0%) |
| Бошњаци              | 573 (88,56%) | 46 (7,810%)1 |
| Роми                 | 31 (4,791%)  | –            |
| Срби                 | 26 (4,019%)  | 533 (90,49%) |
| Босанци              | 6 (0,927%)   | –            |
| Хрвати               | 4 (0,618%)   | 6 (1,019%)   |
| Турци                | 4 (0,618%)   | –            |
| Босанци и Херцеговци | 1 (0,155%)   | –            |
| Непознато            | 1 (0,155%)   | –            |
| Остали               | 1 (0,155%)   | 3 (0,509%)   |
| Југословени          | –            | 1 (0,170%)   |

1. 1 На пописима од 1971. до 1991. Бошњаци су пописивани углавном као Муслимани.